# SSSE3
SSSE3 (англ. Supplemental Streaming SIMD Extensions 3) — это обозначение, данное Intel четвёртому расширению системы команд. Предыдущее имело обозначение SSE3, и Intel добавил ещё один символ "S" вместо того, чтобы увеличить номер расширения, возможно, потому, что они посчитали SSSE3 простым дополнением к SSE3.
Часто, до того как стало использоваться официальное обозначение SSSE3, эти новые команды назывались SSE4. Также их называли кодовыми именами Tejas New Instructions (TNI) и Merom New Instructions (MNI) по названию процессоров, где впервые Intel намеревалась поддержать эти новые команды.
SSSE3 был представлен 26 июня 2006 года вместе с процессорами Xeon с кодовым именем Woodcrest.
Новыми в SSSE3, по сравнению с SSE3, являются 16 уникальных команд, работающих с упакованными целыми. Каждая из них может работать как с 64-битными (MMX), так и с 128-битными (XMM) регистрами, поэтому Intel в своих материалах ссылается на 32 новые команды.

## Новые инструкции

### Работа со знаком
- PABSB, PABSW, PABSD — (Packed Absolute Value {Bytes/Words/DWords})
  - Input — { A0, A1… }
  - Output — { A0 * sign(A0), A1 * sign (A1)… }

Каждое поле результата есть абсолютная величина соответствующего поля из src1. Фактически это те же операции PSIGNB, PSIGNH, PSIGNW, у которых оба аргумента один и тот же регистр.
- PSIGNB, PSIGNW, PSIGND — (Packed Sign {Bytes/Words/DWords})
  - Input — { A0, A1… }, { B0, B1… }
  - Output — { A0 * sign(B0), A1 * sign (B1)… }

Каждое поле результата есть произведение поля из src1 на {-1,0,1} в зависимости от знака соответствующего поля в src2 (умножение на 0, когда поле в src2 равно нулю).

### Сдвиги
- PALIGNR — (Packed Align Right)
  - Input — { A0, A1 }, { B0, B1 }, imm8
  - Output — { B1_B0_A1_A0 >> (imm8 * 8) }

Два регистра операнда рассматривается как одно беззнаковое промежуточное значение удвоенной размерности, из которого извлекается 64-/128-битное значение начиная с байта, указанного в непосредственном аргументе-константе команды.

### Перемешивание байт
- PSHUFB — (Packed Shuffle Bytes)
  - Input — { A0, A1, A2,.. A7/A15 }, { B0, B1, B2,.. B7/B15 }
  - Output — { [AB0 AB1 AB2 …] }

Перестановка байт, каждый байт результата есть некоторый байт из первого аргумента, определяемый по соответствующему байту из второго аргумента (если байт отрицательный, то в байт результат прописывается ноль, иначе используются младшие 3 или 4 бита как номер байта в первом аргументе).

### Умножения
- PMULHRSW — (Packed Multiply High with Round and Scale)
  - Input — { A0, A1… }, { B0, B1… }
  - Output — { A0 * B0, A1 * B1… }

Аргументы A и B рассматриваются как вектора 16-битных знаковых чисел с фиксированной запятой представленных в диапазоне [-1,+1) (то есть 0x4000 это 0.5, а 0xa000 это −0.75 и т. д.), которые перемножаются друг с другом с корректным округлением.
- PMADDUBSW — (Multiply and Add Packed Signed and Unsigned Bytes)
  - Input — { A0, A1, A2, A3,.. }, { B0, B1, B2, B3,.. }
  - Output — { (A0*B0+A1*B1), (A2*B2+A3*B3), … }

Производится побайтное перемножение векторов A и B, промежуточные 16-битные результаты попарно складываются между собой с насыщением и выдаются как результат.

### Горизонтальные сложения/вычитания целых
- PHSUBW, PHSUBD — (Packed Horizontal Subtract (16- или 32-битные поля))
  - Input — { A0, A1, A2, A3 }, { B0, B1, B2, B3 }
  - Output — { A0-A1 A2-A3 … B0-B1 B2-B3 …}

Горизонтальное вычитание целых 16/32-битных полей.
- PHSUBSW — (Packed Horizontal Subtract and Saturate Words (16-битные поля))
  - Input — { A0, A1, A2, A3 }, { B0, B1, B2, B3 }
  - Output — { A0-A1 A2-A3 B0-B1 B2-B3 }

Горизонтальное вычитание целых 16-битных полей с насыщением.
- PHADDW, PHADDD — (Packed Horizontal Add (16- или 32-битные поля))
  - Input — { A0, A1, A2, A3 }, { B0, B1, B2, B3 }
  - Output — { A0+A1 A2+A3 … B0+B1 B2+B3 …}

Горизонтальное сложение целых 16/32-битных полей.
- PHADDSW — (Packed Horizontal Add and Saturate Words (16-битные поля))
  - Input — { A0, A1, A2, A3 }, { B0, B1, B2, B3 }
  - Output — { A0+A1 A2+A3 … B0+B1 B2+B3 …}

Горизонтальное сложение целых 16-битных полей с насыщением.

## Процессоры, поддерживающие SSSE3
- Intel:
  - Xeon 5100 Series
  - Xeon 5300 Series
  - Xeon 3000 Series
  - Xeon E3
  - Xeon E5
  - Xeon E7
  - Core 2 Duo
  - Core 2 Quad
  - Core 2 Extreme
  - Core i3
  - Core i5
  - Core i7
  - Core i9
  - Pentium Dual-Core (на ноутбуках начиная с ядра Merom)
  - Celeron (Celeron 4xx, ядро Conroe-L)
  - Celeron Dual-Core
  - Celeron M 500 Series
  - Atom
- AMD:
  - Основанные на Bobcat (E-240, E-350, C-30, C-50)
  - Основанные на Jaguar
  - Основанные на Puma
  - Основанные на Bulldozer (FX, Opteron)
  - Основанные на Piledriver (FX, A10, A8, A6, A4, Opteron)
  - Основанные на Zen
  - Основанные на Zen+
  - Основанные на Zen 2
  - Основанные на Zen 3
  - Основанные на Zen 4
- VIA:
  - Nano